# Трофей Хоакима Агостиньо 2024
47-й выпуск Трофея Хоакима Агостиньо — шоссейного тура по дорогам Португалии. Гонка прошла с 11 по 14 июля 2024 года в рамках Европейского тура UCI 2024 (категория 2.2). Победителем стал венесуэльский велогонщик Орлуис Аулар.

## Участники
| UCI ProTeams (3)- Caja Rural-Seguros RGA - Burgos-BH - Equipo Kern Pharma UCI Continental Teams (10)- Sabgal-Anicolor - AP Hotels & Resorts-Tavira-SC Farense - Aviludo-Louletano-Loulé Concelho - Rádio Popular-Paredes-Boavista - Credibom-La Alumínios-Marcos Car - ABTF Betão-Feirense - Ara-Skip Capital - Efapel Cycling - Tavfer-Ovos Matinados-Mortágua - GI Group Holding - Simoldes - UDO Национальная команда- Equipe de France Militaire Любительские, клубные или региональные команды (4)- Óbidos Cycling Team - Porminho Team sub23 - CCL-Matdiver-Anastácio Mendes & Mendes - Portos Windmob |
| |

## Маршрут
Гонка в восьмой раз началась в Турсифале с пролога.
| Этап   | Дата   | Маршрут                                                    | type      | Длина (км) | Победитель           | Лидер генеральной классификации |
| ------ | ------ | ---------------------------------------------------------- | --------- | ---------- | -------------------- | ------------------------------- |
| Пролог | 11 июл | Турсифал – Турсифал                                        | пролог    | 8          | Рафаэл Рейс          | Рафаэл Рейс                     |
| 1      | 12 июл | Фош-ду-Арелью – Лориньян                                   | холмистый | 171        | Давид Гонсалес Лопес | Рафаэл Рейс                     |
| 2      | 13 июл | Силвейра – Торриш-Ведраш                                   | холмистый | 170,2      | Орлуис Аулар         | Орлуис Аулар                    |
| 3      | 14 июл | Атогиа-да-Балейя – Serra de Montejunto Protected Landscape | холмистый | 171        | Afonso Eulálio       | Орлуис Аулар                    |

## Ход гонки
Пролог выиграл Рафаэл Рейс, опередив Орлуиса Аулара и Юлиуса Йохансена.
Давид Гонсалес одержал победу на первом этапе удивив пелотон мощной атакой на последних 3 километрах в сопровождении Сезара Мартингила. Этап был отмечен необычным инцидентом: ошибка машин, открывающих гонку, вынудила остановить гонку за 12 километров до финиша, что добавило в гонку элемент неопределенности и напряженности. Несмотря на то, что накануне во время первого заезда он упал, в результате чего получил травму лодыжки, Гонсалес продемонстрировал свою силу и решимость. В небольшом перерыве перед заключительной частью этапа он начал свою решающую атаку, пробив брешь рядом с португальским гонщиком Мартингилом. Рафаэл Рейс, который в ранее надел майку лидера, одержав победу в прологе, остался на первом месте общей классификации.
Венесуэльский велосипедист Орлуис Аулар выиграл трофей Хоакима Агостиньо, «выдержав» на третьем и последнем этапе атаку Афонсо Эулалио. На последнем этапе в Альто-де-Монтехунто в Кадавале после сольной атаки Орлуис Аулар стал первым в общем зачёте.
Третье место занял российский велогонщик Артем Ныч. Победитель 2023 года, Уругвайец Маурисио Морейра, а также трехкратный чемпион и рекордсмен по гонке Фредерико Фигейредо не попали на подиум.

## Лидеры классификаций
| Этап   |           | Победитель _         | Генеральная классификация _ |
| ------ | --------- | -------------------- | --------------------------- |
| Пролог | пролог    | Рафаэл Рейс          | Рафаэл Рейс                 |
| 1      | холмистый | Давид Гонсалес Лопес | Рафаэл Рейс                 |
| 2      | холмистый | Орлуис Аулар         | Орлуис Аулар                |
| 3      | холмистый | Afonso Eulálio       | Орлуис Аулар                |
| Итог   | Итог      |                      | Орлуис Аулар                |

## Итоговое положение
| \| Генеральная классификация \| Генеральная классификация \| Генеральная классификация \| Генеральная классификация \| Генеральная классификация \| \| Гонщик \| Гонщик \| Команда \| Время \| \| \| ------------------------- \| ------------------------- \| ------------------------- \| ------------------------- \| ------------------------- \| \| 1-й \| Орлуис Аулар \| Caja Rural-Seguros RGA \| 13ч 13' 23 \| \| \| 2-й \| Afonso Eulálio \| ABTF Betão-Feirense \| + 13 \| \| \| 3-й \| Артём Ныч \| Sabgal-Anicolor \| + 23 \| \| |                |                        |            |
| |                |                        |            |
| Источник: ProCyclingStats |                |                        |            |
| Генеральная классификация |                |                        |            |
| Гонщик | Гонщик         | Команда                | Время      |
| 1-й | Орлуис Аулар   | Caja Rural-Seguros RGA | 13ч 13' 23 |
| 2-й | Afonso Eulálio | ABTF Betão-Feirense    | + 13       |
| 3-й | Артём Ныч      | Sabgal-Anicolor        | + 23       |

| Очковая классификация | Очковая классификация | Очковая классификация  | Очковая классификация | Очковая классификация |
| Гонщик                | Гонщик                | Команда                | Очки                  |                       |
| --------------------- | --------------------- | ---------------------- | --------------------- | --------------------- |
| 1-й                   | Afonso Eulálio        | ABTF Betão-Feirense    | 45 очков              |                       |
| 2-й                   | Орлуис Аулар          | Caja Rural-Seguros RGA | 39 очков              |                       |
| 3-й                   | Фернандо Барсело      | Caja Rural-Seguros RGA | 32 очков              |                       |

| Очковая классификация | Очковая классификация | Очковая классификация  | Очковая классификация | Очковая классификация |
| Гонщик                | Гонщик                | Команда                | Очки                  |                       |
| --------------------- | --------------------- | ---------------------- | --------------------- | --------------------- |
| 1-й                   | Afonso Eulálio        | ABTF Betão-Feirense    | 45 очков              |                       |
| 2-й                   | Орлуис Аулар          | Caja Rural-Seguros RGA | 39 очков              |                       |
| 3-й                   | Фернандо Барсело      | Caja Rural-Seguros RGA | 32 очков              |                       |

| Горная классификация | Горная классификация | Горная классификация           | Горная классификация | Горная классификация |
| Гонщик               | Гонщик               | Команда                        | Очки                 |                      |
| -------------------- | -------------------- | ------------------------------ | -------------------- | -------------------- |
| 1-й                  | Бруно Сила           | Tavfer-Ovos Matinados-Mortágua | 49 очков             |                      |
| 2-й                  | Afonso Eulálio       | ABTF Betão-Feirense            | 34 очков             |                      |
| 3-й                  | Эбнер Гонсалес       | Efapel Cycling                 | 30 очков             |                      |

| Горная классификация | Горная классификация | Горная классификация           | Горная классификация | Горная классификация |
| Гонщик               | Гонщик               | Команда                        | Очки                 |                      |
| -------------------- | -------------------- | ------------------------------ | -------------------- | -------------------- |
| 1-й                  | Бруно Сила           | Tavfer-Ovos Matinados-Mortágua | 49 очков             |                      |
| 2-й                  | Afonso Eulálio       | ABTF Betão-Feirense            | 34 очков             |                      |
| 3-й                  | Эбнер Гонсалес       | Efapel Cycling                 | 30 очков             |                      |

| Молодёжная классификация | Молодёжная классификация | Молодёжная классификация       | Молодёжная классификация | Молодёжная классификация |
| Гонщик                   | Гонщик                   | Команда                        | Время                    |                          |
| ------------------------ | ------------------------ | ------------------------------ | ------------------------ | ------------------------ |
| 1-й                      | Afonso Eulálio           | ABTF Betão-Feirense            | 13ч 13' 36               |                          |
| 2-й                      | Alejandro Franco         | Burgos-BH                      | + 53                     |                          |
| 3-й                      | Франсиско Пеньюэла       | Rádio Popular-Paredes-Boavista | + 1' 18                  |                          |

| Молодёжная классификация | Молодёжная классификация | Молодёжная классификация       | Молодёжная классификация | Молодёжная классификация |
| Гонщик                   | Гонщик                   | Команда                        | Время                    |                          |
| ------------------------ | ------------------------ | ------------------------------ | ------------------------ | ------------------------ |
| 1-й                      | Afonso Eulálio           | ABTF Betão-Feirense            | 13ч 13' 36               |                          |
| 2-й                      | Alejandro Franco         | Burgos-BH                      | + 53                     |                          |
| 3-й                      | Франсиско Пеньюэла       | Rádio Popular-Paredes-Boavista | + 1' 18                  |                          |

| Командная классификация по времени | Командная классификация по времени | Командная классификация по времени | Командная классификация по времени |
| Команда                            | Команда                            | Время                              |                                    |
| ---------------------------------- | ---------------------------------- | ---------------------------------- | ---------------------------------- |
| 1-й                                | Efapel Cycling                     | 39ч 43' 43                         |                                    |
| 2-й                                | Burgos-BH                          | + 5                                |                                    |
| 3-й                                | Rádio Popular-Paredes-Boavista     | + 1' 23                            |                                    |

| Командная классификация по времени | Командная классификация по времени | Командная классификация по времени | Командная классификация по времени |
| Команда                            | Команда                            | Время                              |                                    |
| ---------------------------------- | ---------------------------------- | ---------------------------------- | ---------------------------------- |
| 1-й                                | Efapel Cycling                     | 39ч 43' 43                         |                                    |
| 2-й                                | Burgos-BH                          | + 5                                |                                    |
| 3-й                                | Rádio Popular-Paredes-Boavista     | + 1' 23                            |                                    |